# Lacs des Grand et Petit Neuweiher
Le Grand Neuweiher et le Petit Neuweiher sont deux lacs situés en France, dans le Grand Est, aux confins des communes de Rimbach et d'Oberbruck.
Il s'agit de lacs de moyenne altitude dans le massif des Vosges et plus particulièrement le massif de la Haute Bers, sous-ensemble intercalé entre le massif du Ballon d'Alsace et celui du Rossberg. Le barrage du lac aval (le Petit Neuweiher) est à 810 mètres d'altitude.

## Histoire
Ces lacs ont une origine glaciaire : ils sont issus d'un surcreusement provoqué par un glacier, qui a donné le large cirque où ils se trouvent. Toutefois, leur configuration actuelle a pour origine l'établissement de deux barrages. Les deux lacs constituent ainsi deux retenues d'eau en série, autrefois utilisées pour fournir l'énergie hydraulique à l'industrie locale (forges, puis tissages).
Au cours de leur histoire, les barrages initiaux ont été abandonnés et les lacs ont été mis à sec. Le site a alors connu une exploitation agricole, avec construction d'une ferme dont les ruines sont encore visibles lorsque le niveau du lac est très bas. La possibilité d'exploiter le fond des lacs laisse entendre qu'une fois supprimé l'effet des barrages initiaux, le site ne permettait pas non plus de maintenir le lac glaciaire originel, ou alors avait-il une très petite taille. Lorsque les barrages ont été reconstruits en 1858, l'exploitation agricole a pris fin et la ferme a été submergée . 
Les deux barrages ont fait l'objet de travaux de confortement sous la maîtrise d'ouvrage du Conseil général du Haut-Rhin. En particulier, le barrage amont a été entièrement reconstruit.
Ces deux lacs sont une composante importante de  l'histoire locale.

## Activités
Les Neuweiher se trouvent au cœur d'un ensemble extrêmement pittoresque et très propice à la randonnée familiale : à proximité, on trouve en effet :
- le lac des Perches, dit aussi lac des Bers ou Sternsee ;
- le grand pré de la Haute Bers avec son refuge et sa source ;
- le site du Rouge-Gazon ;
- le site des Gressons, avec sa ferme-auberge ;
- la vallée de la Doller et ses villages alsaciens de montagne.

Ces différents sites et les nombreux itinéraires de randonnée pédestre qui les relient, offrent de nombreuses possibilités de randonnée familiale ou sportive, sur un ou plusieurs jours.
On trouve près du grand Neuweiher un chalet pouvant accueillir les randonneurs à certains moments de l'année (fermé au public le reste du temps). Le chalet offre une restauration simple et des chambres.

## Accès
Le site des Neuweiher est accessible à pied par divers chemins de randonnée entretenus et balisés par le Club vosgien, et notamment le GR5-E2 et ses variantes. On peut s'y rendre à pied :
- depuis Ermensbach, hameau de Rimbach (stationnement gratuit obligatoire à l'entrée du hameau), soit par le chemin des pierres, qui suit le fond de vallée du Neuweiherbach, soit par le bois du Hinterer Wald, ces deux itinéraires étant les plus rapides et faciles (compter environ une heure) ;
- depuis le village principal de Rimbach, soit par les hauteurs du Gustiberg (pas d'itinéraire balisé), soit par la ferme abandonnée de la Basse Bers, soit par la ferme-auberge du Riesenwald, ces deux dernières possibilités permettant de passer dans le beau site du lac des Perches ;
- depuis Oberbruck, par le site des Gressons avec ses deux fermes ;
- depuis le site du Rouge-Gazon, soit par un aller-retour via le pré de la Haute Bers, soit par une boucle autour de la Haute Bers, soit encore en contournant la Tête des Perches ce qui permet d'emprunter le sentier en balcon au-dessus du lac des Perches.

La liaison entre les lacs et le pré de la Haute Bers se fait par deux itinéraires balisés : soit par le sentier passant le long du barrage du Grand Neuweiher, qui se poursuit en un véritable sentier alpin avec quinze lacets parmi sorbiers et myrtilles ; soit par le bois du Joppelberg. Deux autres itinéraires permettent d'atteindre respectivement les fermes du Gresson moyen et du Gresson bas.
Les randonneurs empruntant le GR5 mais ne désirant pas descendre vers les lacs, peuvent néanmoins les voir depuis un promontoire aménagé avec une table de pique-nique, à peu près à mi-chemin entre le col des Charbonniers et le pré de la Haute Bers, sous la Tête des Charbonniers. C'est le seul endroit d'où ils sont visibles sur le parcours du GR5.

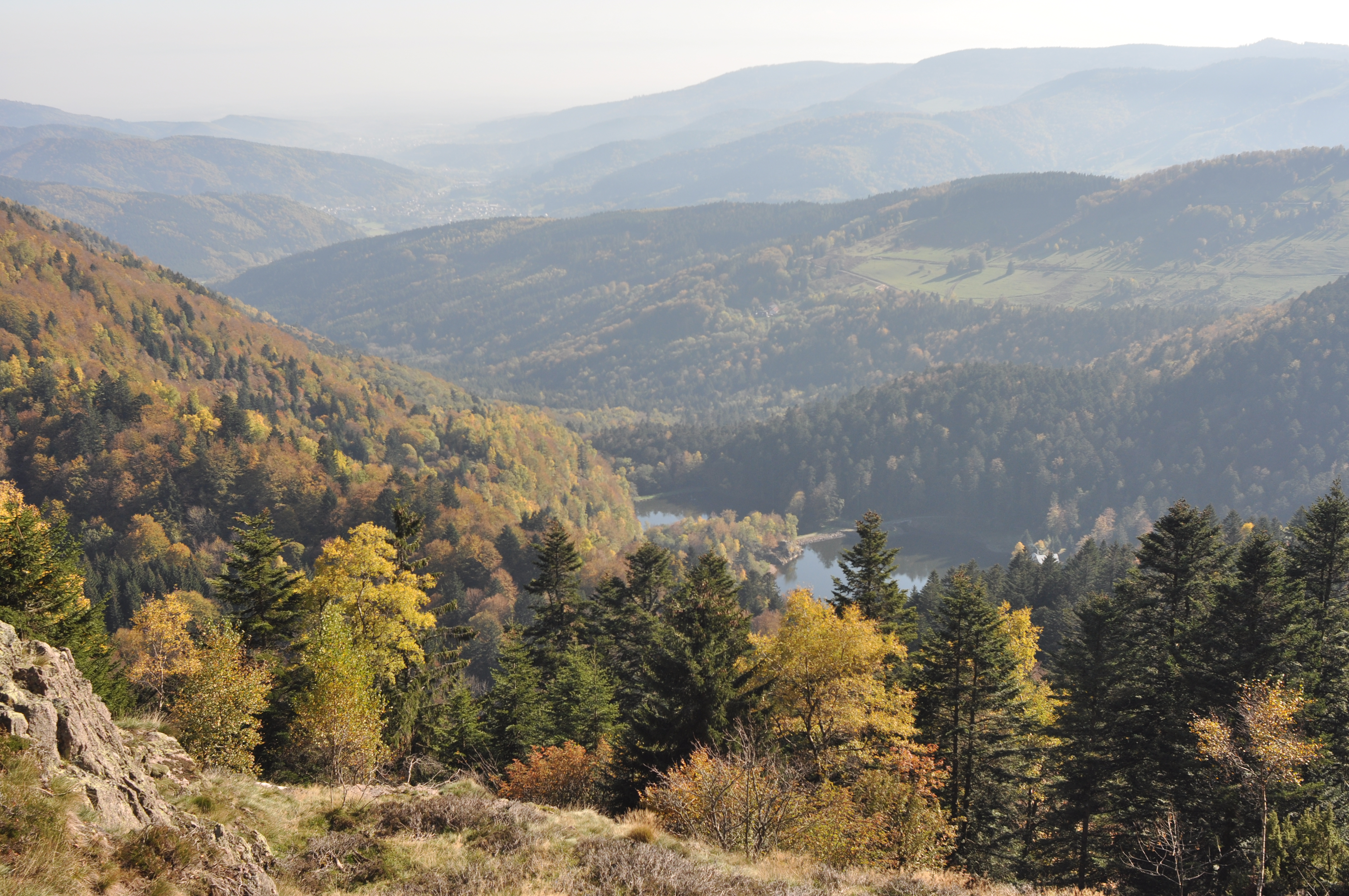
Les lacs des Grand et Petit Neuweiher vus du promontoire sous la Tête des Charbonniers.

## Autres sites intéressants
Dans les environs, on accède facilement en voiture à d'autres lieux de randonnée ou d'intérêt touristique :
- le site du Ballon d'Alsace ;
- le col du Belacker, la Vogelstein et la grande chaume du Rossberg ;
- le train touristique de la Doller.